# Zenon Feliński
Zenon Feliński (ur. 29 listopada 1898 w Tarnowie, zm. 23 czerwca 1971 w Krakowie) – polski pedagog muzyczny oraz skrzypek.

## Życiorys
Prof. Zenon Feliński (dawne nazwisko Fleisher) jest wychowankiem Hochschule für Musik w Berlinie, Neues Wiener Konserwatorium w Wiedniu i Państwowego Konserwatorium w Pradze. Był uczniem Stefana Suchego, Otakara Ševčika, Carla Flescha, Roberta Pollacka i Samuela Bondiego.
W latach 1921−1931  z dużym powodzeniem występował w Europie jako solista. Ze względu na problemy zdrowotne porzucił karierę koncertową i całkowicie poświęcił się pracy naukowej oraz dydaktycznej. Nauczał w Szwajcarii, Austrii, Niemczech, a potem w Polsce. W 1942-1944 został zmuszony do pracy jako kaflarz w hitlerowskim obozie koncentracyjnym w Drohobyczu gdzie przebywał wraz z żoną i kilkuletnią córką. Z relacji ucznia Bolesława Bieniasza dowiadujemy się, że aż dwukrotnie stał pod ścianą straceń. Pobyt w obozie znacząco odbił się na jego zdrowiu psychicznym i fizycznym. Profesor zmienił nazwisko na Feliński. Po wyzwoleniu z obozu koncentracyjnego wznowił działalność pedagogiczną w PLM w Katowicach, PWSM w Sopocie, PWSM w Warszawie oraz PWSM w Krakowie gdzie został mianowany profesorem nadzwyczajnym. Wykazywał wyjątkowy talent pedagogiczny. Do jego uczniów należeli soliści, koncertmistrzowie orkiestr symfonicznych i kameralnych, a także znamienici pedagodzy. Jest autorem wielu książek metodycznych, które do dziś wydawane są przez Polskie Wydawnictwo Muzyczne. W 1956 r. został odznaczony Krzyżem Kawalerskim Orderu Odrodzenia Polski, a w 1966 r. otrzymał nagrodę I stopnia Ministra Kultury i Sztuki. Przez lata związany był z miastem Kraków gdzie został pochowany na Cmentarzu Rakowickim.

## Uczniowie
- Henryk Palulis – laureat Międzynarodowego Konkursu im. H. Wieniawskiego w Poznaniu w 1952 r.[6]
- Karol Teutsch – koncertmistrz Filharmonii Krakowskiej, założyciel i koncertmistrz Orkiestry Kameralnej przy Filharmonii Narodowej w Warszawie oraz członek Orkiestry Symfonicznej Filharmonii Narodowej[7]
- Antoni Cofalik – znany pedagog, autor wielu podręczników (m.in. „Skrzypcowe ABC"), został odznaczony Srebrnym Medalem „Zasłużony Kulturze Gloria Artis”[8]
- Henryk Jarzyński – laureat Międzynarodowego Konkursu im. G. Enescu w Bukareszcie w 1958 r.[9]
- Mieczysław Małecki – koncertmistrz Orkiestry Polskiego Radia w Krakowie[9]
- Bolesław Bieniasz – adiunkt przy PWSM w Krakowie, solista Orkiestry Symfonicznej RTBF, szef Archiwum Dźwiękowego     RTBF[10]
- Fryderyk Sadowski – koncertmistrz Filharmonii Narodowej w Warszawie, solista i koncertmistrz Orkiestry Kameralnej Filharmonii Narodowej[9]
- Zygfryd Tront – laureat konkursu krajowego J. S. Bacha w Poznaniu w 1950 r., lider grupy drugich skrzypiec Orkiestry     Polskiego Radia w Krakowie[9]
- Edmund Sieja – koncertmistrz Polskiego Radia w Krakowie, koncertmistrz Opery Narodowej w Warszawie, solista Orkiestry Kameralnej przy Filharmonii Narodowej[9]
- Józef Rozner – koncertmistrz altówek Orkiestry Polskiego Radia w Krakowie, członek Orkiestry Symfonicznej i Kameralnej Filharmonii Narodowej[9]
- Anna Ammann – profesor Akademii Muzycznej w Zurychu (Szwajcaria), autorka Szkoły skrzypcowej pt. Der Lehrgang des Violinspiele[11]
- Eugene Kash – koncertmistrz Toronto Philharmonic Orchestra's Promenade Symphony i Ottawa Philharmonic Orchestra,     został odznaczony Srebrnym Medalem Królowej i Nagrodą za Zasługi dla Miasta Toronto[12]
- Karl Neracher – koncertmistrz Orkiestry Symfonicznej St.Gallen[11]
- Friedhelm Wilksch – lider grupy wiolonczel Orkiestry Kameralnej im. J. S. Bacha w Berlinie[11]
- Max Heitz – prezes Orkiestry Kameralnej w St. Gallen[11]

## Publikacje
- 12-Ton Noten-schrift u  Noten-Kurzschrift – Berlin (1930)[2]
- Assoziationsmethode – Berlin 1931[2]
- "Elementarna szkoła gry na skrzypcach" – cz. 1 z J. Powroźniakiem, Kraków 1951, 6. wyd. 1958 z J. Powroźniakiem i E. Górskim, 9. wyd. 1967, nowe wyd. Kraków 2022; cz. 2 z J. Powroźniakiem i E. Górskim, Kraków 1965, nowe wyd. Kraków 2010[2]
- "Korektura aparatu gry skrzypcowej" – PWM (1952, II wydanie 1954)[13]
- "Uwagi o interpretacji utworów skrzypcowych J. S. Bacha" – PWM (1953)[13]
- "Uwagi o interpretacji utworów W. A. Mozarta" – PWM, tłumaczone na język rosyjski (1956)[13]
- "Zasady gry skrzypcowej na podłożu fizjologii" – /Feliński – Gaertner/ PWM (1957)[13]
- "Nauka gam i zmian pozycji" – PWM cz. I i II (1960)[13]
- Artykuły w Ruchu Muzycznym (1965-66)[2]

- "Współczesne problemy dydaktyki skrzypcowej" – PWM (1968)[2]
- opracowania ok. 40 utworów skrzypcowych różnych kompozytorów wydane przez PWM[2]

## Tytuły i odznaczenia
- 1952 r. został powołany przez Ministra Kultury i Sztuki na członka Rady Profesorów – Aspirantury[14]
- 1952 r. został powołany przez Prezesa Rady Ministrów do Komitetu Nagród Państwowych w dziedzinie sztuki[14]
- 1956 r. otrzymał tytuł naukowy profesora nadzwyczajnego[14]
- 1964 r. został odznaczony Krzyżem Kawalerskim Orderu Odrodzenia Polski[2]
- 1966 r. otrzymał nagrodę I stopnia od Ministra Kultury i Sztuki w Warszawie[2]